# Gregor Aichinger
Gregor Aichinger (Regensburg, 1564/1565 - Augsburg, 20/21 februari 1628) was een Duitse componist en organist. Hij speelde als katholiek een belangrijke rol in de contrareformatie in Augsburg en zou zijn hele werkzame leven nauw verbonden blijven met de familie Fugger.  

## Jeugd en studie
Over de jeugdjaren van Aichinger is vrijwel niets bekend. Hij verbleef in 1576 in ieder geval nog in zijn geboortestad Regensburg. Een jaar later kreeg hij betaald voor een compositie die hij had geleverd aan het Beierse hof te München. Mogelijk zong hij daar als koorknaap bij de hofkapel van Orlando di Lasso, maar hiervoor is geen bewijs.
Op 2 november 1578 startte Aichinger met een studie aan de universiteit van Ingolstadt. In deze stad raakte hij bevriend met medestudent Jakob Fugger (1567–1626), die later prinsbisschop van Konstanz zou worden.

## Augsburg en de familie Fugger
Aichinger vond in Jakobs gelijknamige oom Jakob Fugger (1542–1598) een beschermheer. Fugger nam Aichinger in 1584 aan als organist van de St. Ulrichskerk in Augsburg, waar in 1581 op Fuggers kosten een nieuw orgel was geïnstalleerd. Aichinger bespeelde niet alleen het orgel maar voorzag de familie Fugger ook van muziek en werd als orgelkenner geraadpleegd.
Voor de diverse familieleden Fugger schreef Aichinger composities. Zo componeerde hij een koraal ter ere van de kerkelijke inwijding in 1592 van zijn studievriend Jakob. In 1597 schreef hij een madrigaal voor het huwelijk van Veronica Fugger, een dochter van zijn beschermheer.
Aichinger onderbrak zijn werkzaamheden in Augsburg voor studiereizen naar Italië. Zo kon hij op kosten van Fugger studeren bij Giovanni Gabrieli in Venetië en schreef hij zich in 1586 in bij de universiteit van Sienna. Van 1588 tot 1593 studeerde Aichinger wederom in Ingolstadt. In 1599 startte hij aan de universiteit van Perugia maar een jaar later was hij in Rome en Venetië.
In 1590, 1595 en 1597 bracht Aichinger zijn eerste drie albums met motetten uit, de Sacrae cantiones. Deze zijn duidelijk sterk beïnvloed door de Venetiaanse stijl en zijn leermeester Gabrieli.

## Luthers of katholiek?
Aichinger was waarschijnlijk luthers opgevoed. Mogelijk bekeerde hij zich tijdens zijn verblijf in Rome rond 1600 tot het katholicisme en werd hij daar ook tot priester gewijd.
Overigens is er geen duidelijk bewijs voor een lutherse achtergrond. Ook het moment van bekering is niet helder: het is zelfs aannemelijk dat hij reeds in 1578 katholiek was vanwege zijn inschrijving bij de universiteit van Ingolstadt. Deze universiteit stond destijds namelijk onder sterke invloed van de Jezuïeten. Ook Aichingers functie als organist vanaf 1584 wijst er op dat hij waarschijnlijk al vóór het jaar 1600 katholiek was: Jakob Fugger had namelijk voor de functie van organist als voorwaarde gesteld dat deze een katholiek moest zijn.

## Toewijding aan het katholieke geloof

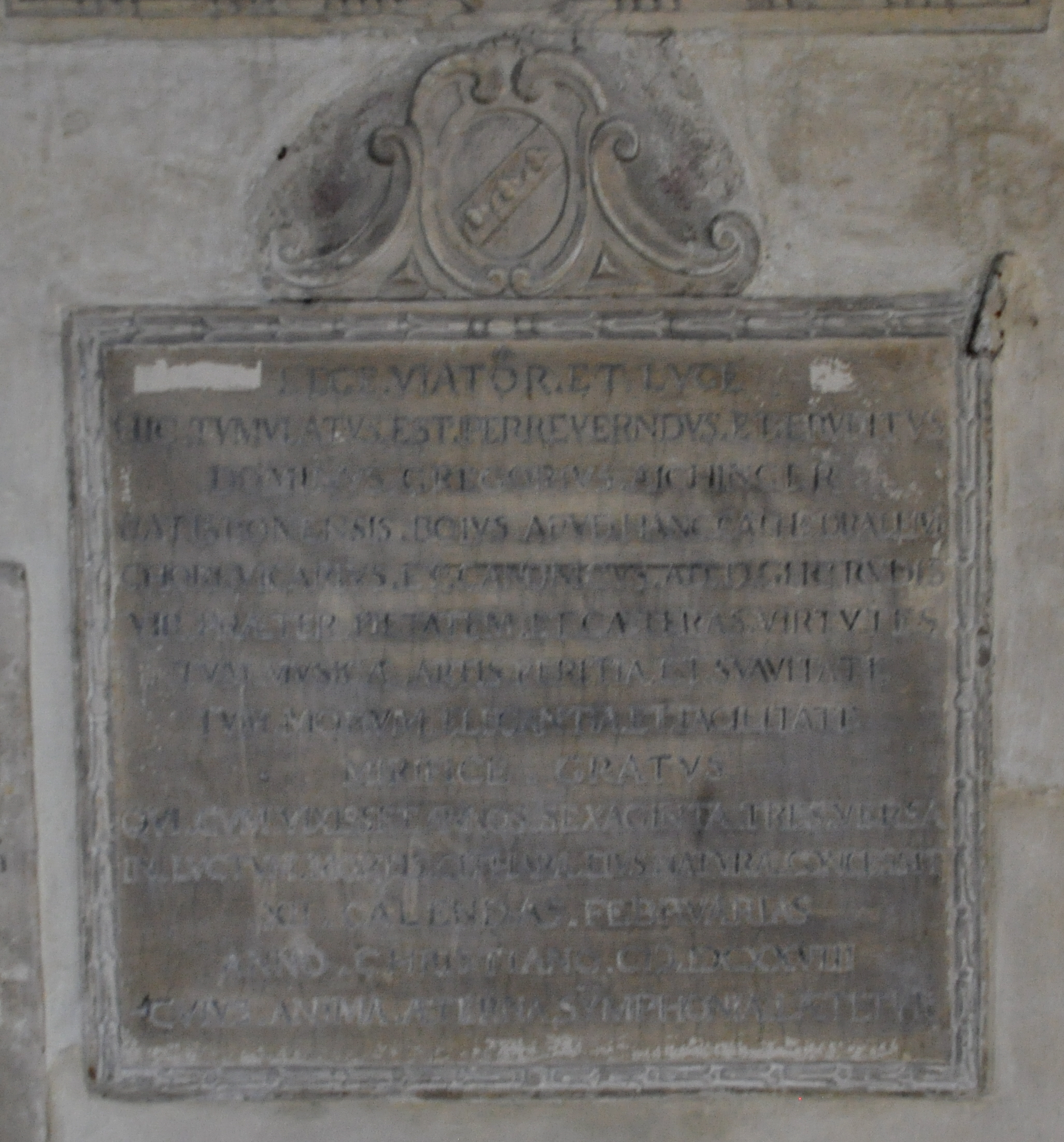
Epitaaf van Aichinger in de Dom van Augsburg

In 1601 was Aichinger terug in Augsburg. Hij gaf in het voorwoord van zijn muziekalbum Odaria lectissima aan geen profane muziek meer te willen schrijven en in het voorwoord van Divinae laudes (1602) zou hij tevens melden dat hij zijn leven wijdde aan God. Hij verkreeg een beneficie en werd Domvicaris en kanunnik bij St. Gertrud. 
Aichinger zou zich ontwikkelen tot een belangrijk vertegenwoordiger van de contrareformatie in Augsburg. Zijn muziek en leven stonden dan ook geheel in het teken van de katholieke devotie. Een van de resultaten hiervan was zijn gebedsboek Thymiama sacerdotale dat hij in 1618 publiceerde.
Zijn Cantiones ecclesiasticae (1607) was het eerste grote muziekalbum binnen Duitsland waarin gebruik werd gemaakt van de basso continuo; het muziekalbum bevat zelfs een verhandeling over de toepassing hiervan. Hij had verder een voorkeur voor de canzonetta - een muziekvorm die ook amateurmusici in staat stelde de composities te spelen - en het vocaal concerto. Overigens waren zijn concerto's niet zo virtuoos als in Italië gebruikelijk was: ze streefden juist naar eenvoud, met een simpele vorm van contrapunctie en teksten die duidelijk konden worden gedeclameerd. Daarmee waren ook deze composities geschikt voor amateurs die hun katholieke overtuiging graag wilden uitdrukken in muziek.
Voor de liturgie in de kerk waren Aichingers composities niet altijd bruikbaar. Vaak lijkt hij de muziek te hebben geschreven voor gebruik in onder andere congregaties van Jezuïeten, waarvan hij waarschijnlijk zelf ook lid was. De bundel Solennia augustissimi corporis Christi (1606) droeg hij op aan de Sodalitas Corporis Christi, een katholieke organisatie die was opgericht door een telg uit de familie Fugger en waarvan ook Aichinger lid was.